# Tindirma
Tindirma è un comune rurale del Mali facente parte del circondario di Diré, nella regione di Timbuctù.
Il comune è composto da 11 nuclei abitati:
- Balamaoudo
- Bouli
- Dongo
- Godié
- Guédiou-Haoussa
- Kel-Adeida
- Léssodji
- N'Tassimane
- Soudoubé
- Tessayt
- Tindirma